# Victor Madsen (bibliotekar)
 For alternative betydninger, se Victor Madsen. (Se også artikler, som begynder med Victor Madsen)
Victor Madsen (født 2. maj 1873, død 24. februar 1941) var en dansk bibliotekar og inkunabelforsker. Madsen fik ansættelse ved Det Kgl. Bibliotek i 1903 og virkede her til sin død.
Som boghistoriker udgav han Katalog over Det kgl. Biblioteks Inkunabler.